# Liste der Baudenkmäler in Unterneukirchen
Auf dieser Seite sind die Baudenkmäler in der oberbayerischen Gemeinde Unterneukirchen zusammengestellt. Diese Tabelle ist eine Teilliste der Liste der Baudenkmäler in Bayern. Grundlage ist die Bayerische Denkmalliste, die auf Basis des Bayerischen Denkmalschutzgesetzes vom 1. Oktober 1973 erstmals erstellt wurde und seither durch das Bayerische Landesamt für Denkmalpflege geführt wird. Die folgenden Angaben ersetzen nicht die rechtsverbindliche Auskunft der Denkmalschutzbehörde.

## Baudenkmäler nach Ortsteilen

### Unterneukirchen
| Lage                                  | Objekt                                                   | Beschreibung                                                                                  | Akten-Nr.     | Bild                                       |
| ------------------------------------- | -------------------------------------------------------- | --------------------------------------------------------------------------------------------- | ------------- | ------------------------------------------ |
| Flur Maierhof (Standort)              | Wegkapelle                                               | Erste Hälfte 19. Jahrhundert; mit Ausstattung                                                 | D-1-71-135-3  | BW                                         |
| Kirchenweg 2; Kirchenweg 4 (Standort) | Ehemaliges Schulhaus, ehemaliges Pfarrhaus               | Langgestreckter zweigeschossiger Putzbau mit Krüppelwalmdach, 1812                            | D-1-71-135-2  | Ehemaliges Schulhaus, ehemaliges Pfarrhaus |
| Kirchenweg 6 (Standort)               | Katholische Pfarrkirche St. Johannes Ev. und St. Ägidius | gotische Saalkirche, 1479; mit Ausstattung                                                    | D-1-71-135-1  | weitere Bilder                             |
| Mauerberger Straße 7 (Standort)       | Ehemaliges Kleinbauernhaus, sogenannter Ammerl-Hof       | mit verputztem Blockbau-Obergeschoss, frühes 19. Jahrhundert, um 1870/80 äußerlich überformt. | D-1-71-135-34 | BW                                         |

### Weitere Ortsteile
| Lage                                                 | Objekt                                                    | Beschreibung | Akten-Nr.     | Bild           |
| ---------------------------------------------------- | --------------------------------------------------------- | --- | ------------- | -------------- |
| Balghub Balghub 1 (Standort)                         | Steinkreuz                                                | Bezeichnet mit dem Jahr wohl 1635; nördlich des Hofes | D-1-71-135-5  | BW             |
| Balghub Balghub 1 (Standort)                         | Bildstock                                                 | Wohl erste Hälfte 17. Jahrhundert; westlich am Wegkreuz | D-1-71-135-4  | BW             |
| Bergmann Bergmann 1 (Standort)                       | Stadel                                                    | Gitterbundwerkstadel, Südflügel der Hofanlage, bezeichnet mit dem Jahr 1842; Hütte und Stall mit Bundwerk an der Hofseite, Westflügel der Hofanlage, wohl gleichzeitig | D-1-71-135-6  | BW             |
| Birner Birner 1 (Standort)                           | Bauernhaus                                                | Eingeschossig mit Blockbau-Kniestock, Mitte 17. Jahrhundert; querstehend Hütte mit Bundwerkobergeschoß und korbbogigem Hoftor, bezeichnet mit dem Jahr 1845 | D-1-71-135-7  | BW             |
| Bösl Bösl 2 (Standort)                               | Bundwerkstadel                                            | mit seltener Andreaskreuz-Figuration, bezeichnet mit dem Jahr 1838 | D-1-71-135-8  | Bundwerkstadel |
| Brandstätt Brandstätt 2 (Standort)                   | Ehemaliges Kleinbauernhaus                                | Eineinhalbgeschossiger Blockbau, 18. Jahrhundert | D-1-71-135-9  | BW             |
| Hager Hager 1 (Standort)                             | Bauernhaus                                                | Wohnstallhaus mit zwei Fresken und Putzverzierungen, um 1840; südlich Gitterbundwerkstadel, um 1840/50 | D-1-71-135-12 | BW             |
| Hörmann Hörmann 1 (Standort)                         | Bauernhaus                                                | mit Blockbau-Obergeschoss, zweite Hälfte 17. Jahrhundert; kleiner Stallstadel mit Bundwerkobergeschoss, Mitte 19. Jahrhundert | D-1-71-135-13 | BW             |
| Kammerhub Kammerhub 1 (Standort)                     | Vorderkammerhub                                           | Stadel, Südflügel des Vierseithofes mit älterem Bundwerk, bezeichnet mit dem Jahr 1809 | D-1-71-135-14 | BW             |
| Kammerhub Kammerhub 2 (Standort)                     | Ehemaliges Bauernhaus des Vierseithofes (Hinterkammerhub) | ehemals Wohnstallhaus mit Rossstall, bezeichnet mit dem Jahr 1853; südlich Stadel mit reichem Bundwerk, bezeichnet mit dem Jahr 1858; westlich Hütte, mit Bundwerk, um 1860 | D-1-71-135-15 | BW             |
| Kronberg südöstlich Kronberg, an der B299 (Standort) | Wegkreuz                                                  | Mit sechs ausgesägten und bemalten figürlichen Darstellungen, 19. Jahrhundert | D-1-71-135-36 | BW             |
| Linderer Flur Linderer (Standort)                    | Bildstock                                                 | Mit geschweifter Laterne, wohl erste Hälfte 18. Jahrhundert; ostwärts der Höfe | D-1-71-135-18 | BW             |
| Maierhof Maierhof 3 (Standort)                       | Ehemaliges Bauernhaus                                     | Traufseitig mit geschweiften Kopfbügen, Anfang 19. Jahrhundert; südlich Bohlen-Bundwerkstadel, Anfang 19. Jahrhundert | D-1-71-135-19 | BW             |
| Maierhof a.d.Leiten Maierhof a.d.Leiten 1 (Standort) | Gitterbundwerkstadel                                      | Südflügel des Vierseithofes, Mitte 19. Jahrhundert | D-1-71-135-20 | BW             |
| Mühlthal (Standort)                                  | Wegkapelle                                                | mit profiliertem Traufgesims und Dreiecksgiebel, zweite Hälfte 19. Jahrhundert; mit Ausstattung | D-1-71-135-21 | BW             |
| Obergrund Obergrund 2 (Standort)                     | Gitterbundwerkstadel                                      | südlich des Hofes, bezeichnet mit dem Jahr 1840 | D-1-71-135-22 | BW             |
| Oberkrieger Oberkrieger 1 (Standort)                 | Ehemaliges Bauernhaus                                     | Zweigeschossiger Blockbau, wohl zweite Hälfte 17. Jahrhundert, im Inneren erneuert; Stallstadel mit Bundwerkobergeschoss, erste Hälfte 19. Jahrhundert | D-1-71-135-23 | BW             |
| Oberschroffen Mühlthal 1 (Standort)                  | Laufwasserkraftwerk am Alzkanal                           | Erbaut als Kraftwerk III der Bayerischen Stickstoffwerke AG, später Süddeutsche Kalkstickstoffwerke (SKW) nach Plänen von Architekt Krallinger; Turbinenhaus, Halle mit polygonalem Dach mit Belüfterkuppeln, bezeichnet mit dem Jahr 1916–1919; quer angeschlossen Verwaltungs- und Werkstattgebäude, zweigeschossiger Satteldachbau, bezeichnet mit dem Jahr 1916–1919; sog. Wasserschloss mit Stauklappe und Tosbecken; zwischen Wasserschloss und Turbinenhaus vier Rohrbahnen mit Widerlagern; mit Ausstattung | D-1-71-135-35 | BW             |
| Oberschroffen Nähe Schroffener Straße (Standort)     | Kapelle, sogenannte Schroffen-Kapelle                     | bezeichnet mit dem Jahr 1865; mit älterer Ausstattung | D-1-71-135-24 | BW             |
| Ofner Untergruber 1 (Standort)                       | Bildstock                                                 | Gemauert, 18./19. Jahrhundert; westlich des Hofes | D-1-71-135-26 | Bildstock      |
| Scheitzenham Scheitzenham 1 (Standort)               | Bundwerkstadel                                            | mit Gitterbundwerk und Rautenfiguration, bezeichnet mit dem Jahr 1834; nördlich Backhaus, bezeichnet mit dem Jahr 1841 | D-1-71-135-29 | BW             |
| Waitzgraming Waitzgraming 1 (Standort)               | Hütte                                                     | Westtrakt des Bauernhofes, mit Gitterbundwerk, bezeichnet mit dem Jahr 1862 | D-1-71-135-33 | BW             |

## Ehemalige Baudenkmäler
In diesem Abschnitt sind Objekte aufgeführt, die früher einmal in der Denkmalliste eingetragen waren, jetzt aber nicht mehr. Objekte, die in anderem Zusammenhang – also z. B. als Teil eines Baudenkmals – weiter eingetragen sind, sollen hier nicht aufgeführt werden. Aktennummern in diesem Abschnitt sind ehemalige, jetzt nicht mehr gültige Aktennummern.

| Lage                           | Objekt | Beschreibung                                                                       | Akten-Nr.     | Bild |
| ------------------------------ | ------ | ---------------------------------------------------------------------------------- | ------------- | ---- |
| Kronberg Kronberg 1 (Standort) | Stall  | Zugehörig Stall aus verfugtem Nagelfluhmauerwerk, gegen Mitte des 19. Jahrhunderts | D-1-71-135-17 | BW   |